# Sân bay Kandla
Sân bay Kandla hay Sân bay Gandhidham (IATA: IXY, ICAO: VAKE) là một sân bay nằm ở phía bắc Kandla và Gandhidham ở quận Kutch thuộc bang Gujarat, Ấn Độ. Sân bay này có 1 đường băng dài 1523 m bề mặt bê tông.

## Các hãng hàng không và các tuyến điểm
Hiện có các hãng hàng không sau đang hoạt động tại sân bay này:
- Kingfisher Airlines (Mumbai)
  - do Air Deccan cung ứng (Ahmedabad, Jaipur, Surat)